# Parafia św. Teresy od Dzieciątka Jezus w Kielcach-Słowiku
Parafia Świętej Teresy od Dzieciątka Jezus w Kielcach-Słowiku – parafia rzymskokatolicki w Kielcach. Należy do dekanatu Kielce-Południe w diecezji kieleckiej. Założona w 1978 roku. Jest obsługiwana przez księży diecezjalnych. Mieści się przy ulicy Klembowskiego.